# STEAM
STEAM és l'acrònim anglès que engloba les disciplines educatives; Science (ciència), Technology (tecnologia), Engineering (enginyeria), Art (art) i Mathematics (matemàtiques), i que és una tendència creixent als Estats Units. Anteriorment aquest era més conegut com a STEM, on es deixava de banda l'àrea artística. La incorporació de l'àmbit artístic a les quatre disciplines STEM, ha estat recent, responent a la creixent importància que es dona al desenvolupament del pensament creatiu.

## Importància en l'educació
L'èxit de l'STEAM al món educatiu ha estat ràpid i ja existeixen centres de recerca que l'investiguen i institucions i empreses que assessoren el professorat per introduir aquesta interdisciplinarietat a les aules. Aquest triomf ha estat també gràcies als beneficis que obté l'alumnat amb la seva aplicació en les aules, de manera que aquestes cinc àrees potencien el pensament flexiu i la creativitat de l'alumne, on aquest també adquireix noves capacitats i competències, a l'hora de resoldre problemes. A més a més, el discent desenvolupa habilitats que li permeten ser partícip d'un món cada vegada més complex, i més digitalitzat.
Un dels sistemes d'ensenyament, que aplica STEAM és la robòtica educativa, entre d'altres, on s'observa clarament hi ha una combinació d'aquestes disciplines, a la vegada que es treballen transversalment, a través de la construcció i la programació de robots.